# Московский нефтеперерабатывающий завод
Моско́вский нефтеперераба́тывающий заво́д, МНПЗ (Акционерное общество «Газпромнефть — Московский НПЗ») — нефтеперерабатывающее предприятие нефтяной компании «Газпром нефть», расположенное в Москве в районе Капотня. Введено в строй в 1938 году. Профиль НПЗ — топливный.

## История

### Запуск
Необходимость нефтеперерабатывающего предприятия в ближнем Подмосковье была вызвана потребностями бурной индустриализации Советского Союза в 1930-е годы и, в частности, ростом количества автотранспорта. На тот момент в РСФСР функционировало всего пять НПЗ, причём все они располагались в районах нефтедобычи.
Поэтому на землях, выделенных Наркомату тяжёлой промышленности СССР в Ухтомском районе Московской области недалеко от посёлка Капотня рядом с Москвой-рекой, в феврале 1936 года было начато строительство нового предприятия — Московского крекинг-завода № 413.
1 апреля 1938 года на заводе была переработана в бензин первая тонна нефти — эта дата и считается днём рождения МНПЗ. Его первым директором был назначен Николай Мухин. В 1939 году предприятие было переподчинено Наркомату нефтяной промышленности (с 1946 года — Миннефтепром СССР).
Расчётная мощность НПЗ в первые годы составляла 155 тыс. т бензина в год, причём основным сырьём при его производстве тогда был мазут Бакинских нефтепромыслов — его привозили баржами по Москве-реке и выгружали в районе Братеевской поймы. Позднее была построена система магистральных трубопроводов.

### Великая Отечественная война
Великая Отечественная война продемонстрировала, что стратегическое значение Московского крекинг-завода № 413 для обороны и народного хозяйства Советского Союза трудно переоценить: он находился в самом сердце страны и бесперебойно обеспечивал и фронт, и тыл остро необходимыми горюче-смазочными материалами. С началом войны 22 июня 1941 года и быстрым продвижением врага на восток многие столичные заводы эвакуировались в азиатскую часть России, Казахстан и Среднюю Азию, однако демонтаж и вывоз всего НПЗ был невозможен: это обескровило бы оборону города. Поэтому были вывезены лишь некоторые его установки, а остальное оборудование заминировано на случай захвата гитлеровцами.
У немецких лётчиков завод был указан в «топ-листе» объектов для уничтожения — наряду с Кремлём и Мавзолеем Ленина. С конца июля и до конца октября 1941 года он подвергался почти ежедневным массированным налётам люфтваффе. Бомбить завод бомбардировщики прилетали ночью. Сначала они сбрасывали на парашютах осветительные бомбы, которые защитники завода гасили меткими выстрелами; после этого в действие шли зажигательные бомбы, в борьбу с которыми вступала заводская пожарная команда.
Московский крекинг-завод № 413 был взят под усиленную охрану; его непосредственная оборона продлилась 90 дней, при этом объект ни на день не прекращал работы. С целью ввода врага в заблуждение по курсу германских бомбардировщиков, но на 3 км восточнее расположения реального предприятия (в районе, где ныне находится ТЭЦ-22), силами почти 2 тыс. человек была возведена его точная копия в натуральную величину из фанеры и старых бочек из-под мазута.

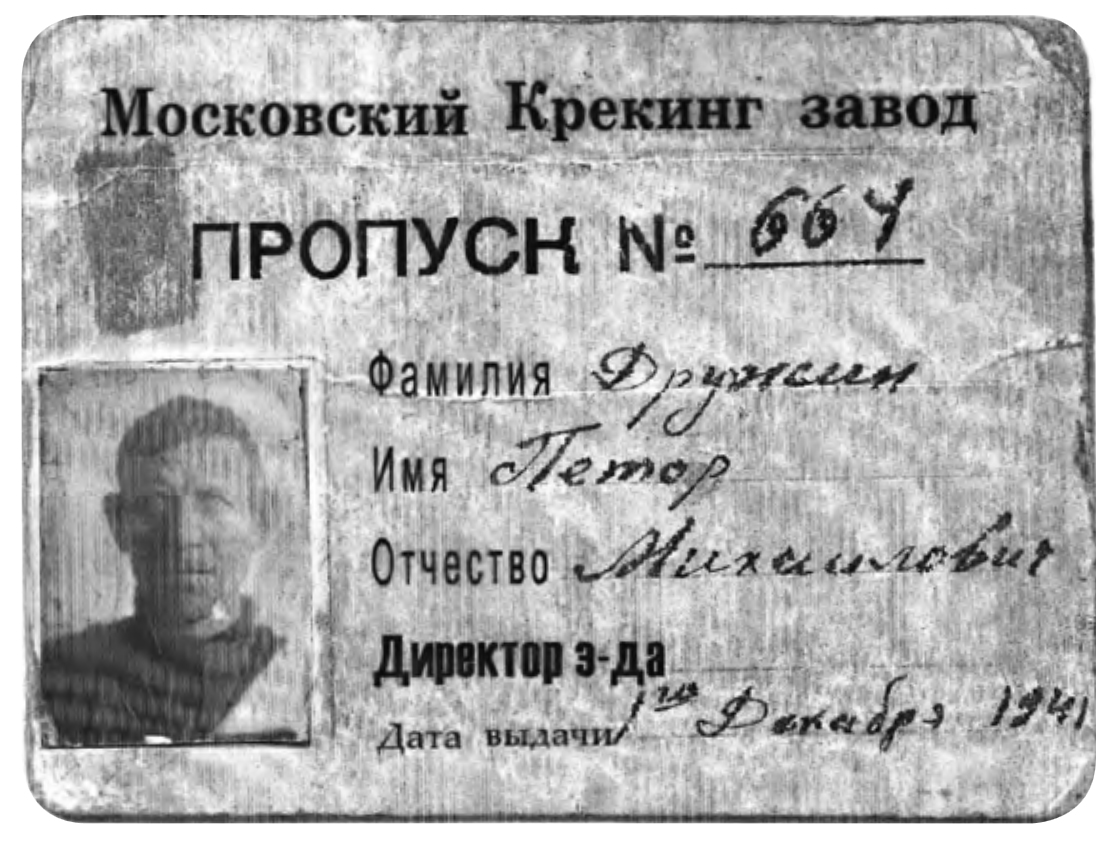
Пропуск для персонала (1941)

Вокруг бутафорского завода были высажены дополнительные лесополосы, чтобы он как можно меньше отличался от прототипа при аэрофотосъёмке. Во время и после каждой бомбардировки самолётами ВВС нацистской Германии дежурившие на бутафорском заводе сапёры намеренно жгли использованную тару и промасленную ветошь, чтобы создать впечатление большого урона из-за пожаров. Гитлеровское командование поверило в подложный завод-близнец. Таким образом удалось минимизировать реальный ущерб предприятию и дотянуть до начала периода затяжных осенних дождей, когда основные налёты прекратились.
В ходе оборонительного этапа битвы за Москву при максимальном приближении линии фронта прямо на Московском крекинг-заводе № 413 была организована заправка отправлявшейся на фронт бронетехники горючим. Из-за прекращения сырьевых поставок из Закавказья были перестроены схемы снабжения, оперативно решались проблемы переработки крайне неоднородного по качеству сырья с востока страны. При этом уже к концу 1941 года завод выпускал на четыре вида продукции больше, чем до войны, построив новые цеха и оснастив их оборудованием. Продолжая работать на полную мощность, за 1941—1945 годы НПЗ совокупно переработал 2,8 млн т нефти.

### Развитие

#### 1950—1960-е
В августе 1960 года указом Президиума Верховного Совета РСФСР рабочий поселок Капотня был выведен из состава Люберецкого района Московской области и включен в состав Москвы. Одновременно в черте столицы оказалась и территория Московского крекинг-завода № 413 Миннефтепрома СССР, переименованного в сентябре 1952 года в Московский нефтеперерабатывающий завод (МНПЗ).
В начале 1960-х годов на МНПЗ была проведена комплексная автоматизация, запущены 19 новых объектов. За 1950—1960-е годы введены в эксплуатацию первые в Советском Союзе электрообессоливающая установка (ЭЛОУ) с шаровыми электродегидраторами, установка карбамидной депарафинизации дизельного топлива, опытная установка по производству полипропилена, установка каталитического риформинга бензина, а также печь беспламенного горения. За запуск этой печи тогдашний (1953—1975) директор завода Демид Иванюков и учёные Гипронефтемаша удостоились Ленинской премии.

#### 1970—1980-е
К началу 1970-х годов на Московском НПЗ было внедрено 12 новых технологических процессов, налажен выпуск 32 видов новой продукции, организована спецлаборатория по анализу содержания вредных веществ в атмосферном воздухе на промплощадках и в жилых районах вблизи завода. В это же время был запущен в эксплуатацию первый в Советском Союзе цех по переработке полипропилена.
В первой половине 1970-х годов завод подвергся масштабной модернизации (в частности, его мощность была доведена до 12 млн т нефти в год), а в 1976 году пережил смену руководства, новым директором (1976—1987) стал Эдуард Джашитов. В 1983 году на предприятии заработала установка каталитического крекинга, первый в СССР отечественный комплекс по глубокой переработке нефти. 8-9 апреля 1985 года на заводе произошёл крупный пожар, в тушении которого было задействовано 117 пожарных автомобилей. К началу 1990-х годов доля продукции МНПЗ на рынке нефтепродуктов Москвы и Московской области составляла 70 %.

### Акционирование
В 1994—1995 годах предприятие было акционировано. В мае 1994 года завод был преобразован в ОАО «Московский нефтеперерабатывающий завод» с 51 % акций в федеральной собственности, его первым гендиректором стал избранный ещё в 1987 году трудовым коллективом директор предприятия Анатолий Самохвалов. В 1997 году НПЗ вошёл в состав ОАО «Центральная топливная компания» (ЦТК). Управление Московским НПЗ осуществляла нефтяная компания Sibir Energy совместно с Правительством Москвы.
25 марта 1998 года на заводе произошёл пожар, уничтоживший установку первичной переработки нефти.
До 2008 года основными акционерами МНПЗ были: полностью принадлежащая Sibir Energy ОАО «Московская нефтегазовая компания (МНГК)» (50,08 % акций), «Газпром нефть» (38,8 % уставного капитала) и «Татнефть» (около 18 % уставного капитала, в том числе около 8 % — голосующие акции). В мае 2008 года ОАО «Газпром нефть» и ОАО «Московская нефтегазовая компания» для управления заводом зарегистрировали в Нидерландах совместное предприятие на паритетных началах — Moscow NPZ Holdings B.V.
В конце 2010 года состав акционеров радикально изменился: нефтяная компания «Газпром нефть» приобрела 100 % Sibir Energy, став основным владельцем, контролирующим завод. В ноябре 2011 года МНПЗ был переименован в ОАО «Газпромнефть — Московский НПЗ» (Gazpromneft Moscow Refinery). При этом выделенное с 2003 года в отдельное юрлицо производство полипропилена было преобразовано в совместное предприятие «Газпром нефти» с нефтехимической компанией «СИБУР Холдинг» — ООО «НПП Нефтехимия».

### Атака БПЛА 1 сентября 2024 года
В ходе российского вторжения в Украину утром 1 сентября 2024 года завод подвергся массированному удару украинскими БПЛА, вследствие чего на территории завода возник пожар, вскоре локализованный и устранённый. Мэр Москвы Сергей Собянин сообщил о возгорании в техническом помещении на территории Московского НПЗ после падения сбитого дрона. 2 сентября агентство Рейтер, ссылаясь на 3 неназванных источника, сообщило, что МНПЗ после удара дронов приостановил производство на комплексной установке по переработке нефти «Евро+».

## Основные сведения

### Описание

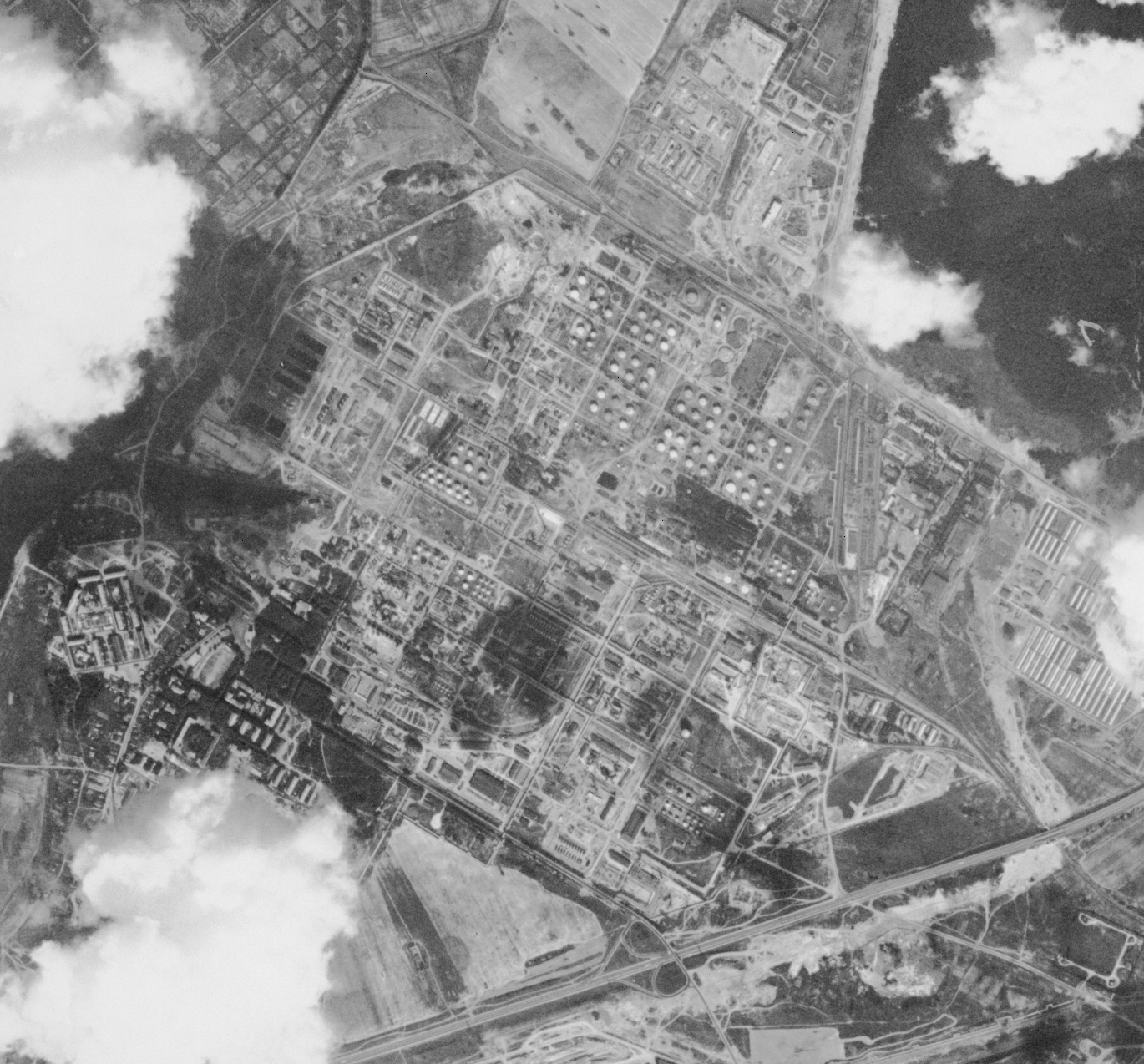
Московский нефтеперерабатывающий завод на космоснимке Corona 1970 года

Основным акционером МНПЗ является ПАО «Газпром нефть». Генеральный директор — Виталий Игоревич Зубер. Общая численность сотрудников составляет более 2 тыс. человек. Предприятие расположено по адресу: Россия, 109429, Москва, Капотня, 2-й квартал, д. 1, корп. 3.
Нынешняя установленная мощность Московского НПЗ — 11 млн т нефти в год. Это самый компактный нефтеперерабатывающий завод такой мощности, его площадь составляют лишь 284 га.
Производственный комплекс завода включает в себя более 30 установок различного назначения, в том числе каталитического крекинга, термокрекинга, риформинга. Выпускает бензины марок АИ-80ЭК; АИ-92ЭК; АИ-95ЭК, дизельное топливо, топливо для реактивных двигателей, битумы, серу, различные полимеры и т. п. Предприятие подключено к магистральному нефтепроводу из Западной Сибири и Татарстана, а также продуктопроводам (бензин, авиакеросин, дизельное топливо). Кроме того, на заводе есть четыре резервуара вместимостью по 50 тыс. т нефти каждый.
С 2015 года на территории МНПЗ работает автоматизированная система мониторинга воздуха (АСМВ). 9 постов контроля локализуются на основных источниках воздействия производства на атмосферный воздух. Установлен экоинформер, чтобы жители прилегающих к заводу районов могли наблюдать за экологической обстановкой.
Помимо качественного топлива экологического класса Евро-5, Московский НПЗ выпускает широкий ряд продукции для самых различных отраслей: всего 30 наименований и более 60 марок.

### Показатели

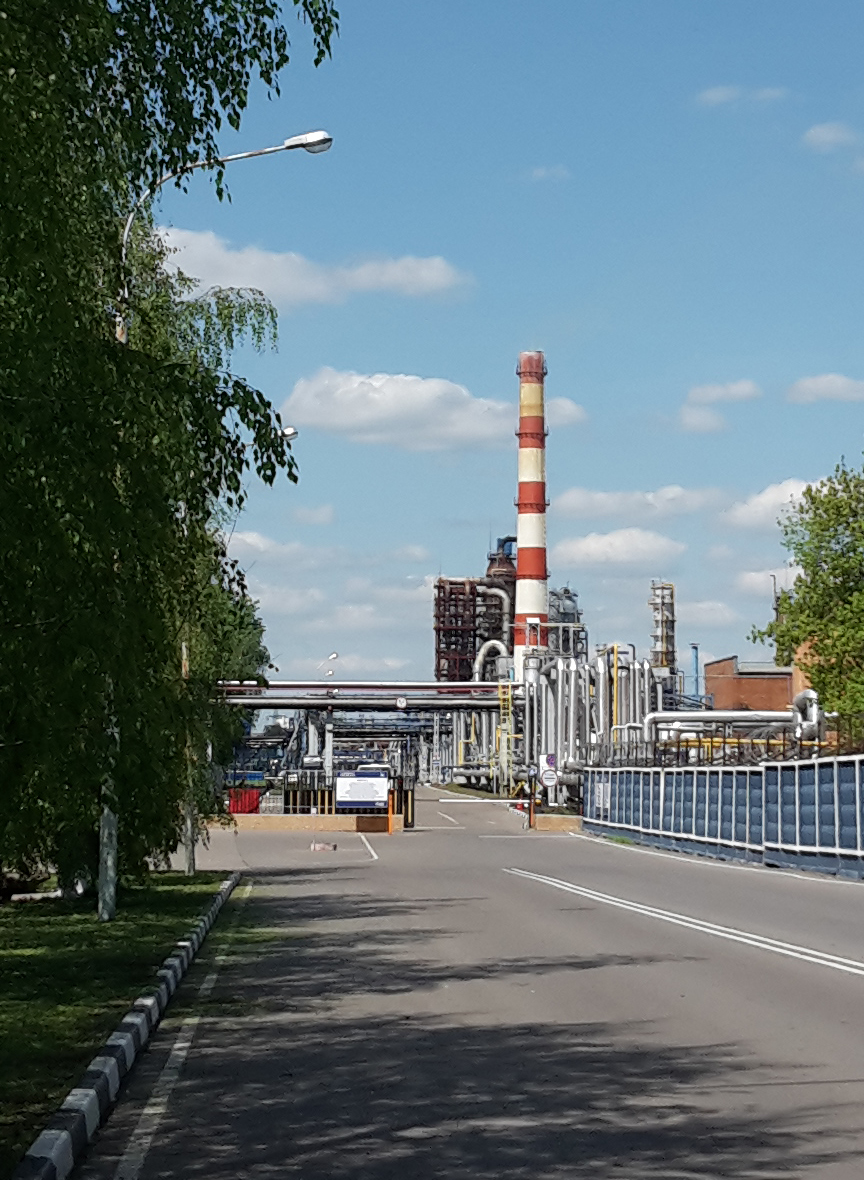
Московский НПЗ (2015)

Общая доля МНПЗ на топливном рынке столицы составляет 35 %. Завод обеспечивает 40 % потребностей Москвы в бензине и 50 % в дизельном топливе, является основным поставщиком топлива для столичных аэропортов. Топливом Московского НПЗ заправляется каждый третий автомобиль в Москве. С использованием битума МНПЗ строится и ремонтируется каждая вторая улица столицы.
Это один из крупнейших налогоплательщиков среди предприятий Москвы. Около 80 % вырабатываемой продукции реализуется в Москве и Московской области, 10—15 % экспортируется, 5—10 % отгружается в другие регионы России и страны ближнего зарубежья.
В 2013 году первым среди российских профильных предприятий завод полностью перешёл на выпуск моторного топлива экологического класса Евро-5. Использование такого топлива позволяет пятикратно (по сравнению с Евро-4) снизить нагрузку на атмосферу от автомобильных выхлопов.
По итогам 2018 года МНПЗ переработал 11 млн т нефти. Выход светлых нефтепродуктов составил 60 %. Объём выработки высокооктановых бензинов экологического класса 5 достиг 2,23 млн т, их доля в общем объёме автомобильных бензинов составила 92,88 %, дизельного топлива класса 5 — более 79,43 %. Объём производства дизтоплива — 2,16 млн т, керосина — 630 тыс. т, битумных материалов — 1,02 млн т. Глубина переработки в 2018 году составила 83 %.
С 2011 года на заводе проводится масштабная модернизация, что позволило в 2011—2015 годах Московскому НПЗ снизить поступление загрязняющих веществ в атмосферу на 36 %, а общее воздействие на окружающую среду — на 50 %.
В рамках первого этапа модернизации, за период с 2010 по 2015 годы, были полностью ликвидированы отходы, накопленные до 1991 года. Реконструирована установка производства битума. Малая битумная установка, загрязнявшая атмосферу, выведена из работы. Реконструирована установка получения серы.
К 2015 году МНПЗ вошёл в число российских предприятий, лидирующих по экологическим параметрам. С 2017 года завод перешёл на практически замкнутый цикл водопотребления. Эффективность очистки сточных вод завода к 2018 году составила 99,9 %.
Все технологические установки завода переведены на экологичное газовое топливо.
В 2017 году проект МНПЗ «Биосфера» вошёл в число победителей ежегодной международной экологической премии «Ecoworld-2017» в номинации «Экологические разработки, ресурсосбережение и безотходные технологии».
Комплекс «Биосфера» вошёл в число финалистов международной энергетической премии Platts Global Energy Awards* в номинации «Технологический проект года».
Инвестиции компании «Газпром нефть» в модернизацию завода в Москве составили 250 млрд рублей. Общий уровень модернизации завода на 2018 год — 80 %.

## Награды

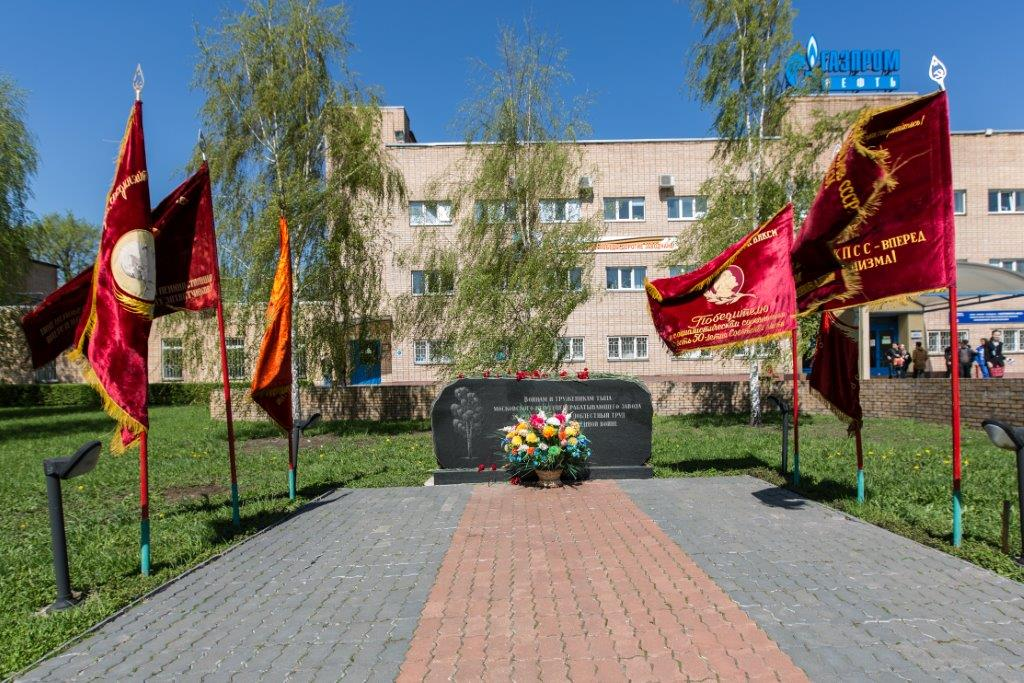
Знамёна у памятной доски, посвящённой работникам завода — защитникам Родины в 1941—1945 годах (2-я проходная МНПЗ, май 2015)

- В 1941—1945 годах за героический труд коллективу предприятия 14 раз присуждалось переходящее Красное знамя Государственного комитета обороны СССР, позже переданное заводу на вечное хранение[2].
- В 1966 году за выдающиеся успехи в труде и вклад в развитие отечественной нефтепереработки Московский НПЗ был награждён орденом Трудового Красного Знамени[3].
- В 1985 году в ознаменование 40-летия Победы в Великой Отечественной войне и за выдающиеся заслуги в обеспечении войск горюче-смазочными материалами завод был награждён орденом Отечественной войны I степени[6].
- В 2013 году завод стал лауреатом конкурса правительства Москвы в области охраны окружающей среды в номинации «Лучший реализованный проект с использованием экологически чистых и энергосберегающих технологий» за переход на производство моторного топлива стандарта Евро-5[20].
- По итогам 2013 года Всемирная ассоциация по нефтепереработке (World Refining Association, WRA) признала Московский НПЗ лучшим нефтеперерабатывающим предприятием СНГ[20][24].

## Технология
Технологическая схема на Московском НПЗ подразделяется на восемь этапов, три из которых относятся к первичным процессам, остальные пять — ко вторичным. В ходе первичных процессов происходит физическое разделение сырой нефти на фракции. В ходе вторичных — углубление её переработки и улучшение качества получившихся нефтепродуктов.

### Первичные процессы

Общая технологическая схема МНПЗ

В процессе подготовки сырая нефть под воздействием высокого напряжения (25 тыс. вольт) очищается на электрообессоливающей установке (ЭЛОУ) от солей и иных примесей, а также обезвоживается. Далее в ректификационной колонне установки атмосферно-вакуумной перегонки очищенная нефть разделяется на бензиновые, керосиновые, дизельные фракции и мазут. В ходе вакуумной дистилляции в колонне вакуумной перегонки при абсолютном давлении не выше 0,07 мПа из мазута выделяются пригодные для дальнейшей переработки фракции, а остаток — гудрон — поступает в установку по производству битумов.

### Вторичные процессы
Далее в реактивном блоке на особой установке происходит риформинг: путём нагревания и последовательных химических реакций в бензиновых фракциях повышается октановое число. В процессе изомеризации при давлении до 35 атм. и температуре от 160 °С до 380 °С получаются изоуглеводороды (изобутан, изопентан, изогексан, изогептан — углеводороды с разветвлённой цепью). В результате термического, химического и каталитического расщепления в реакторах в ходе крекинга выделяется больше бензиновых фракций, при этом отдельно образуются бензол и толуол. Гидроочистка бензиновых, керосиновых и дизельных фракций происходит при температуре от 280 °С до 340 °С, они освобождаются от серных и азотных соединений, а также кислорода. Процессы завершаются блендингом — смешиванием полученных компонентов в определённых отраслевыми стандартами пропорциях для получения готовой продукции.

### Цепочки
На МНПЗ существуют две технологические цепочки, объединённые в кольца — малое и большое. Каждое из колец содержит набор установок, обеспечивающих непрерывную переработку нефти. Обе технологические цепочки раз в два года проходят капитальный ремонт. В то время, пока идут ремонтные работы на установках одного кольца, переработка сырья осуществляется установками другой цепочки. Это позволяет заводу работать без перерывов.
В программу капремонта включено техобслуживание всех производственных установок. Подвергаются восстановлению сосуды, аппараты, печи, трубопроводы, реакторы, на объектах ведутся работы по модернизации оборудования, техническому перевооружению — всему, что невозможно выполнить в период штатной эксплуатации. В 2016 году Московский НПЗ переходит на четырёхлетний интервал между капитальными ремонтами, это позволит довести эксплуатационную готовность предприятия до 95,9 %.

## Экология

### Мониторинг воздуха
Функционирующая на заводе Автоматизированная система мониторинга воздуха (АСМВ) даёт возможность в режиме реального времени получать информацию о состоянии атмосферного воздуха на территории завода и в его окрестностях. Она была запущена в апреле 2015 года после испытаний с участием ГПБУ «Мосэкомониторинг» и стала частью общегородской системы контроля состояния воздуха в Москве. Её показания доступны как природоохранным органам столицы, так и простым гражданам.
АСМВ состоит из локальных автоматизированных постов, оснащённых приборами аналитического контроля, получающих данные непосредственно из заводских труб. Установленные внутри труб газоанализаторы обеспечивают непрерывное измерение состава воздуха и содержания в нём тех или иных примесей. На постах в автоматическом режиме происходит анализ этих данных, и по каналам оптоволоконной связи результаты измерений выводятся на мониторы операторов технологических установок, диспетчера по заводу и специалистов экологической службы предприятия.

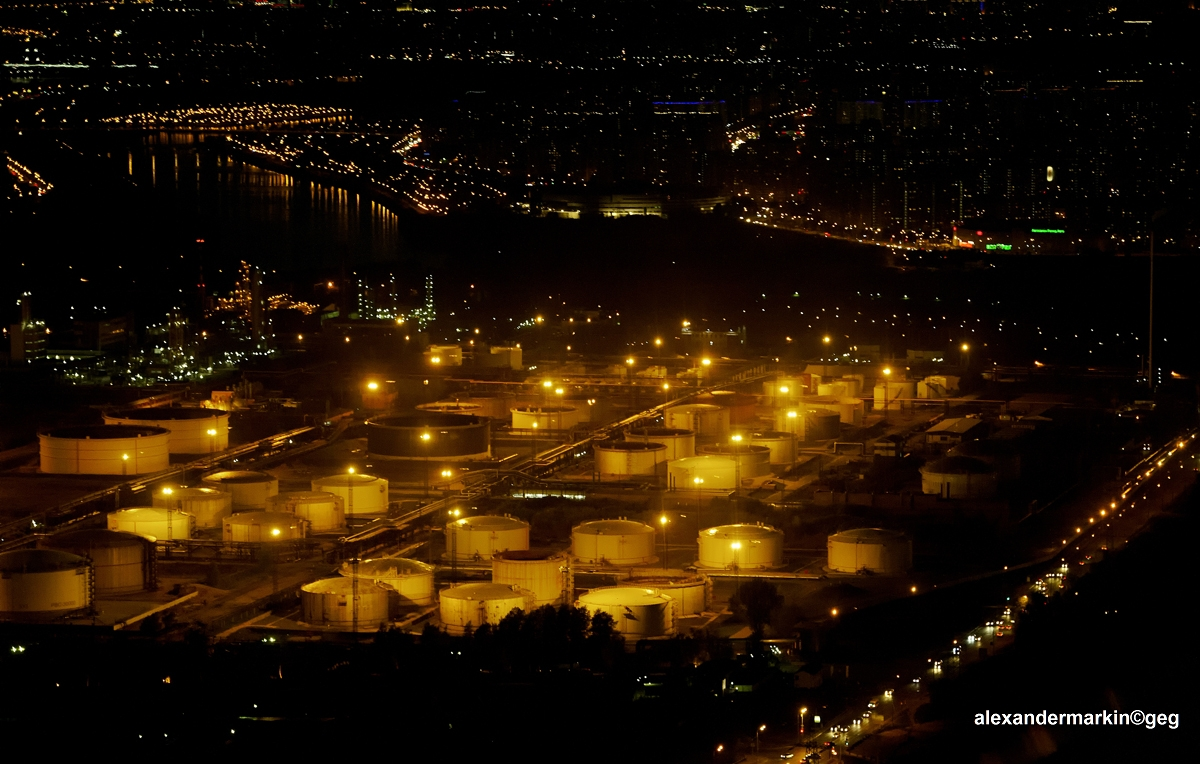
Склад нефтепродуктов МНПЗ (2014)

Полученные в онлайн-режиме данные позволяют контролировать уровень воздействия установок Московского НПЗ на окружающую среду и корректировать режим их работы. Каждые 20 минут данные о состоянии воздуха над заводом автоматически передаются в «Мосэкомониторинг». АСМВ смонтирована на восьми объектах предприятия, определённых «Мосэкомониторингом»:
- установке утилизации углеводородных газов;
- дымовых трубах котельной ДЕ-100;
- установке атмосферно-вакуумной перегонки нефти ЭЛОУ АВТ-6;
- установке каталитического риформинга ЛЧ-35-11/1000;
- установках получения серы и водорода;
- установке гидроочистки дизельного топлива ЛЧ-24/2000;
- комбинированной установке каталитического крекинга Г-43-107.

### Претензии

#### Загрязнение воздуха
10 ноября 2015 года микрорайон Кожухово был окутан густой дымкой с ярко выраженным запахом. Позже запах распространился по многим другим районам Москвы; предельно допустимые нормы по содержанию вредных веществ в некоторых из них были превышены в несколько раз. В тот же день первый замначальника главного управления МЧС России по Москве Юрий Акимов сообщил, что на НПЗ в Капотне произошла утечка сероводорода.
На следующий день министр природных ресурсов и экологии России Сергей Донской сообщил, что по результатам проведённой Росприроднадзором проверки зафиксировано многократное превышение ПДК вредных веществ в выбросах Московского НПЗ. Согласно версии Росприроднадзора, Московский НПЗ допустил превышение ПДК по изопропилбензолу (кумол) в 23—30 раз, пропаналю в 13 раз, ксилолу в 2 раза. Авария произошла в связи с утечкой высокооктановой смеси, использовавшейся для улучшений качеств топлива. Значимому загрязнению воздуха подверглись юго-восточные районы Москвы — Капотня, Люблино, Марьино, Братеево.
На предприятии выводы Росприроднадзора назвали некорректными, указав, что изопропилбензол в производстве МНПЗ не используется, пропаналь не является характерным веществом, образующимся в процессе нефтепереработки на заводе, а данные по показателю уровня сероводорода на территории МНПЗ по результатам проверки самого Росприроднадзора равны нулю. В начале декабря 2014 года руководитель Ростехнадзора Алексей Алешин проинформировал, что причиной выброса сероводорода авария на МНПЗ быть не могла: первое место, куда направились специалисты его ведомства, был как раз Московский НПЗ, и там не было зафиксировано никаких связанных с этим происшествий. Зампред комитета Госдумы по природным ресурсам и экологии Максим Шингаркин заявил, что виновника выброса установить не удалось.
Несмотря на то, что по факту выброса прокуратура Москвы возбудила уголовное дело, обвинения Московскому НПЗ так и не были предъявлены. По словам главы ДППиООС Москвы Антона Кульбачевского, под подозрением находятся около 30 предприятий, а всего в Москве насчитывается 80 возможных источников сероводорода. Руководитель метеорологической обсерватории МГУ, доцент кафедры метеорологии и климатологии геофака МГУ Михаил Локощенко сообщил, что анализ ветров над Москвой в тот день, сопоставленный с хронологией появления сероводородного облака в различных её районах, однозначно показал: вынос с юго-востока был в те часы в тех условиях невозможен. «Если бы выброс газа произошёл на заводе в Капотне, он никак не смог бы оказаться над центром Москвы ранее двух часов дня. Искать источник в это время нужно значительно севернее», — уверен он.

#### Буферный пруд
С 2007 года МНПЗ попал в поле зрения следователей Межрайонной природоохранной прокуратуры Москвы. Проверки следователей прокуратуры и Росприроднадзора показали, что на территории предприятия находилась доставшаяся ОАО «Газпромнефть — Московский НПЗ» от прежних собственников система водостоков, не указанная на топографических картах, и по ней в реку сливались неочищенные отходы производства нефтепродуктов. В Люблинском райсуде Москвы против Московского НПЗ было возбуждено дело о негативном воздействии на окружающую среду буферного пруда завода. В октябре 2012 года Люблинский суд обязал МНПЗ за год устранить нарушения.
В результате на заводе были построены закрытые очистные сооружения, после чего буферный пруд был в 2013 году ликвидирован, а на территории, которую тот занимал, проведена рекультивация грунтов. Там планируется размещение второй очереди комплекса биологических очистных сооружений, которые позволят довести очистку сточных вод МНПЗ до уровня чистоты воды в рыбохозяйственных водоёмах. Новая система, по данным пресс-центра «Газпром нефти», сможет удалять из сточных вод предприятия 98 % загрязняющих веществ и в 2,5 раза снизить водопотребление завода.
Тем не менее, 11 ноября 2014 года Арбитражный суд города Москвы вынес решение по иску Межрайонной природоохранной прокуратуры города к МНПЗ, обязав последний возместить столице совокупный ущерб в 1,391 млрд рублей от загрязнения атмосферного воздуха и вод Москвы-реки за 2011—2012 годы. По информации департамента Росприроднадзора по Центральному федеральному округу (ЦФО) России, эти средства были выплачены предприятием городу, а затем возвращены обратно департаментом природопользования и охраны окружающей среды Москвы как переплата в счёт выполненных ОАО «Газпромнефть — Московский НПЗ» природоохранных мер. В московском департаменте природопользования подчёркивают, что на эти мероприятия завод потратил 12 млрд рублей, что в 10 раз превышает сумму расчёта платы за негативное воздействие на окружающую среду (1,391 млрд).

### Перспективы
Последняя модернизация на Московском НПЗ была закончена ещё в 1975 году. Поэтому с 2011 года, после смены собственников, проводится новая масштабная модернизация, её планируется завершить в 2020 году, инвестировав совокупно более 250 млрд рублей. Значимой частью программы стали природоохранные мероприятия.
За 2011—2015 годы ликвидированы все отходы, накопленные за предыдущие 20 лет (более 260 тыс. т). В результате замены очистного оборудования объём атмосферных выбросов CO2 сократился в 10 раз, а H2S — в 70. В целом, за четыре года вредные выбросы были уменьшены вдвое. К 2017 году на заводе должно было на 80 % обновиться оборудование. Выполнен демонтаж подземных мазутных резервуаров (объём каждого — 10 тыс. м³).
По итогам второго этапа модернизации, запланированного на период с 2015 по 2020 год, МНПЗ дополнительно снизит воздействие на окружающую среду на 50 %, в том числе ещё на 39 % сократится поступление загрязняющих веществ в атмосферу.
Главные проекты второго этапа модернизации — строительство инновационных биологических очистных сооружений «Биосфера» и самой современной комбинированной установки переработки нефти «Евро+». Ожидается, что забор воды из Москвы-реки за счет повторного использования очищенных вод в рамках замкнутого цикла сократится в 2,5 раза. Стоимость проекта «Биосфера» составила 9 млрд рублей.
Уже в 2019 году начнёт работу самая современная установка переработки нефти «Евро+», которая позволит вывести из эксплуатации сразу 5 установок предыдущего поколения.
Руководством МНПЗ было запланировано, что к 2020 году будет запущена одна из технологий, позволяющая обойтись вообще без сброса воды: за счёт выпаривания солей (в том числе тяжёлых металлов) и примесей можно получать дистиллированную воду, а эти соли и примеси утилизировать отдельно, на полигонах.
К 2020 году на МНПЗ рассчитывают снизить выход битумных паров на 99 %, выбросы сероводорода — на 96 %, диоксида серы — на 90 %, сократить количество потребляемой предприятием воды на 75 % и снизить его совокупное воздействие на гидросферу вдвое. По расчётам департамента природопользования и охраны окружающей среды Москвы, в результате модернизации Московского НПЗ суммарное снижение выбросов загрязняющих веществ в атмосферу должно составить 48 %, а по сероводороду — 96 %. Мэр Москвы Сергей Собянин оценивает развернувшуюся на заводе модернизацию как «крупнейший инвестиционный проект в сфере промышленности города» и «революцию с точки зрения экологии».